# Амвросіївський храм (Добропілля)
Амвросіївський храм — перший православний храм в місті Добропілля Донецької області. Належить Українській православній церкві.

## Історія
У 1992 році релігійній громаді Амвросія Оптинського за рішенням міської ради було передано будівлю колишнього кінотеатру «Дружба». У вересні 2007 року відбулася закладка нового храму, що зводиться силами цієї громади.
28 травня 2024 року церкву освятив вікарій Київської митрополії архієпископ Добропільський Спиридон.

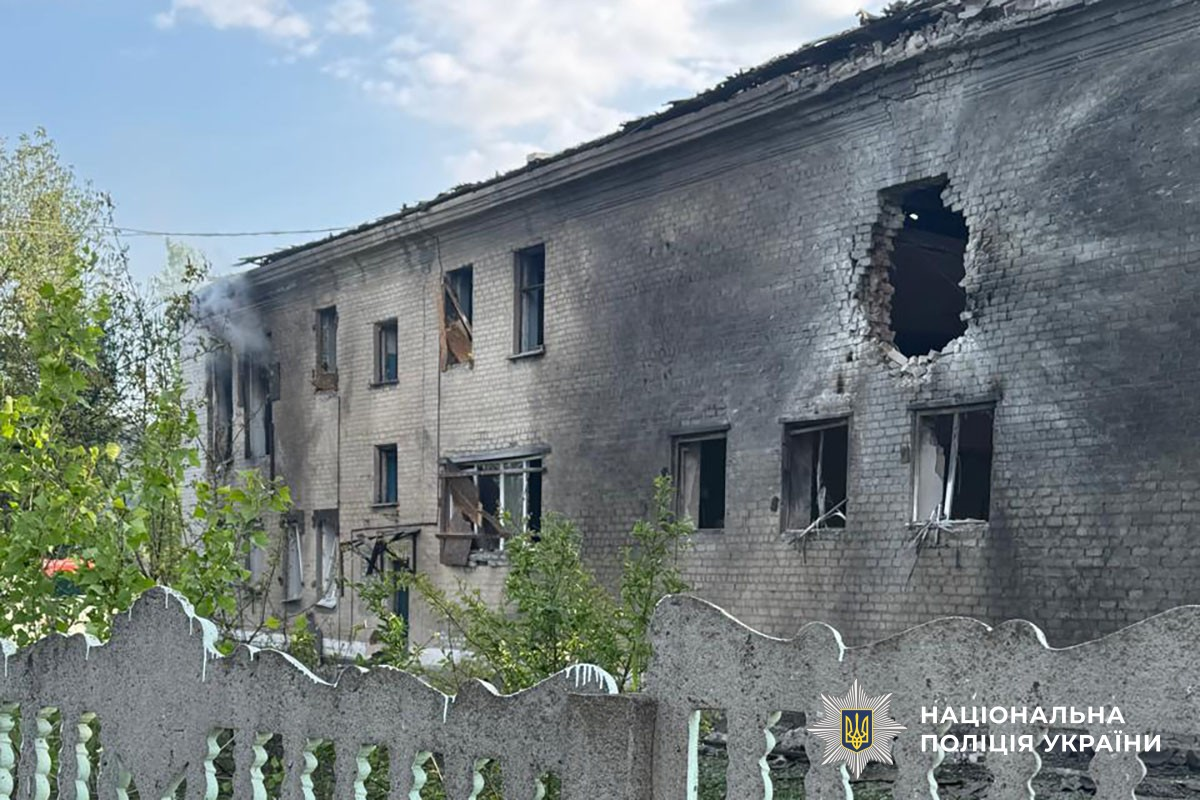
Після російського удару 2025 року

6 травня 2025 року церква пошкоджена прямим влучанням двох російських безпілотників.
На території храму преподобного Амвросія діють[коли?]:
- недільна школа — для дітей і для дорослих.
- недільна школа — для дорослих.

Громада опікується
- Гімназією № 2
- Загальноосвітньою школою № 3

## Настоятелі[коли?]
- священик Георгій з 1992
- настоятель — протоієрей Федір Іващук
- священик Сергій Пронько